# Harald Hiesinger
Harald Hiesinger (* 1964) ist ein deutscher Geologe und Professor an der Westfälischen Wilhelms-Universität Münster.

## Werdegang
Hiesinger studierte von 1984 bis 1990 Geologie an der Ludwig-Maximilians-Universität München. Als wissenschaftlicher Angestellter arbeitete er von 1990 bis 1997 beim Deutschen Zentrum für Luft- und Raumfahrt in Oberpfaffenhofen und Berlin sowie anschließend bis 1999 an der Freien Universität Berlin, wo er 1999 promoviert wurde. Am Departement of Geological Science der Brown University in Rhode Island (USA) wirkte er seit 1998 als wissenschaftlicher Mitarbeiter und lehrt dort seit 2007 als Gastprofessor. Von 2004 bis 2006 war er Assistant Professor am Department of Physics and Earth Sciences an der Central Connecticut State University.
Seit 2006 hat Hiesinger eine Professur für Geologische Planetologie an der Universität Münster inne. Er ist Autor zahlreicher Fachpublikationen.
2014 wurde der Asteroid 1985 QP nach Harald Hiesinger (26811) Hiesinger benannt.

## Forschungsschwerpunkte
Hiesinger forscht im Bereich der Geologischen Planetologie. Seine Forschungsschwerpunkte liegen in der geologischen Entwicklung terrestrischer Planeten und Monde sowie planetarer Prozesse. Er ist bekannt für seine Beteiligung an Weltraummissionen wie der Rosetta-Mission sowie der Erforschung der Asteroiden Vesta und Ceres. Zudem ist er Nachfolger von Elmar Jessberger als Principal Investigator (PI) des Infrarotspektrometers und Radiometers (MERTIS) an Bord der BepiColombo-Mission zum Merkur.

## Preise und Ehrungen
- 2005: Teaching Honor Role – Central Connecticut State University[1]
- 2010 und 2013: NASA Group Achievement Award (GAA)[1]
- 2014: Namenspatronat für Asteroid (26811) Hiesinger nach Harald Hiesinger, Internationale Astronomische Union[1][3]
- 2016 und 2017: ESA Group Achievement Award[1]
- 2020: Angioletta Coradini Mid-Career Award – NASA’s Solar System Exploration Research Virtual Institute (SSERVI)[1]

## Mitgliedschaften
- seit 1992: Mitglied der European Geophysical Union[1]
- seit 1999: Mitglied der Geologic Society of America[1]
- seit 1999: Mitglied der American Geophysical Union[1]

## Publikationen (Auswahl)
Buchbeiträge
- mit J. W. Head, L. Wilson, M. Robinson, C. Weitz, A. Yingst: Moon and Mercury: Volcanism in early planetary history. In: J. R. Zimbelmann, T. K. P. Gregg (Hrsg.),  Environmental Effects on Volcanic Eruptions: From Deep Oceans to Deep Space. Kluwer Academic, New York 2000, S. 143–178.
- mit D. Reiss, E. Hauber, R. Jaumann, F. Trauthan, F. Preusker, M. Zanetti et al.: Terrestrial gullies and debris-flow tracks on Svalbard as planetary analogs for Mars. In: Geological Society of America (Hrsg.), Analogs for Planetary Exploration. 2011,  S. 165–175. doi:10.1130/2011.2483(11)
- mit T. Platz, P. Byrne, M. Massironi: Volcanism and tectonism across the inner solar system: An overview. In: Special Publications Volume 401, Geological Society of London, 2015, S. 1–56. doi:10.1144/SP401.22
- mit A. Nathues, M. Hoffmann, T. Platz, G. Thangjam, E.  Cloutis, C. Russel, F. Preusker, V. Reddy et al.: FC colour images of dwarf planet Ceres reveal a complicated geological history. In: Planetary and Space Science 134, Nr. null, 2016, S.  122–127. doi:10.1016/j.pss.2016.10.017